# Patricia Rawlings
Patricia Rawlings, baronessa Rawlings (ur. 27 stycznia 1939 w Londynie) – brytyjska polityk i działaczka społeczna, posłanka do Parlamentu Europejskiego III kadencji, par dożywotni.

## Życiorys
Z zawodu pielęgniarka, kształciła się w Westminster Hospital. Później ukończyła anglistykę w University College London oraz stosunki międzynarodowe w London School of Economics. Wieloletnia działaczka Brytyjskiego Czerwonego Krzyża i honorowa wiceprzewodnicząca tej instytucji.
Członkini Partii Konserwatywnej, w latach 1989–1994 z ramienia konserwatystów sprawowała mandat eurodeputowanej III kadencji. W 1994 otrzymała tytuł baronessy i jako par dożywotni zasiadła w Izbie Lordów. Od 1997 wchodziła w skład gabinetu cieni torysów, w latach 2010–2012 piastowała niższej rangi stanowisko rządowe. W latach 1998–2007 była przewodniczącą rady King’s College London.